# Băbeni-Oltețu, Vâlcea
Băbeni-Oltețu este satul de reședință al comunei Diculești din județul Vâlcea, Oltenia, România.
 Acest articol despre o localitate din județul Vâlcea este deocamdată un ciot. Puteți ajuta Wikipedia prin completarea lui.